# 斯普林菲爾德 (佛蒙特州)
斯普林菲爾德（英語：Springfield）是美國佛蒙特州溫莎縣的一個鎮，東隔康涅狄格河與新罕布什爾州相望，面積128.1平方公里。根據美國2000年人口普查，人口9,078人。
1761年設鎮。2007年成為《阿森一族大電影》首映的地點。